# Castilforte
Castilforte és un municipi de la província de Guadalajara, a la comunitat autònoma de Castella-La Manxa. Limita al nord amb Vindel, nord-oest amb Arandilla, al sud amb Salmerón, i a l'oest amb Valdeolivas.

## Demografia
| 1991 |  | 1996 |  | 2001 |  | 2004 |
| ---- |  | ---- |  | ---- |  | ---- |
| 59   |  | 53   |  | 50   |  | 52   |